# Division Nationale 2012-2013
La Division Nationale 2012-2013, nota anche come BGL Ligue 2012-2013 per motivi di sponsorizzazione, è stata la novantanovesima edizione della massima serie del campionato lussemburghese di calcio. È iniziata il 5 agosto 2012 e si è conclusa il 26 maggio 2013. Il Fola Esch ha vinto il campionato per la sesta volta nella sua storia. Capocannoniere del torneo è stato Edis Osmanović, calciatore del Wiltz 71, con 21 reti.

## Stagione

### Novità
Dalla Division Nationale 2011-2012 erano stati retrocessi il Rumelange, l'Hostert e lo Swift Hesperange (perdente lo spareggio promozione/retrocessione), mentre dalla Éirepromotioun 2011-2012 erano stati promossi il Jeunesse Canach, l'Etzella Ettelbruck e il Wiltz 71 (vincente lo spareggio promozione/retrocessione).

## Formula
Le quattordici squadre partecipanti si sono affrontate in un girone all'italiana con partite di andata e ritorno per un totale di 26 giornate. Al termine del campionato la prima classificata era designata campione del Lussemburgo e ammessa al primo turno preliminare della UEFA Champions League 2013-2014. Le squadre seconda e terza classificate venivano ammesse al primo turno preliminare della UEFA Europa League 2013-2014, assieme alla vincitrice della coppa nazionale. Le ultime due classificate venivano retrocesse direttamente in Éirepromotioun, mentre la dodicesima classificata affrontava la terza classificata in Éirepromotioun in un play-off promozione/retrocessione.

## Squadre partecipanti
| Club                  | Città            | Stadio                 | Stagione precedente                |
| --------------------- | ---------------- | ---------------------- | ---------------------------------- |
| Differdange 03        | Differdange      | Stade du Thillenberg   | 4º posto nella Division Nationale  |
| Etzella Ettelbruck    | Ettelbruck       | Stade Am Deich         | 2º posto in Éirepromotioun         |
| F91 Dudelange         | Dudelange        | Stade Jos Nosbaum      | Campione del Lussemburgo           |
| Fola Esch             | Esch-sur-Alzette | Stadio Émile Mayrisch  | 6º posto nella Division Nationale  |
| Grevenmacher          | Grevenmacher     | Op Flohr Stadion       | 3º posto nella Division Nationale  |
| Jeunesse Canach       | Canach           | Stade Rue de Lenningen | 1º posto in Éirepromotioun         |
| Jeunesse Esch         | Esch-sur-Alzette | Stade de la Frontière  | 2º posto nella Division Nationale  |
| Käerjeng 97           | Bascharage       | Stade um Bëchel        | 5º posto nella Division Nationale  |
| Pétange               | Pétange          | Stadio municipale      | 8º posto nella Division Nationale  |
| Progrès Niedercorn    | Niederkorn       | Stadio Jos Haupert     | 9º posto nella Division Nationale  |
| RU Luxembourg         | Lussemburgo      | Stade Achille Hammerel | 10º posto nella Division Nationale |
| R.M. Hamm Benfica     | Lussemburgo      | Luxembourg-Cents       | 7º posto nella Division Nationale  |
| Union 05 Kayl-Tétange | Kayl             | Rue De Dudelange       | 11º posto nella Division Nationale |
| Wiltz 71              | Wiltz            | Stade Géitz            | 3º posto in Éirepromotioun         |

## Classifica finale
|  | Pos. | Squadra               | Pt | G  | V  | N | P  | GF | GS | DR  |
|  | ---- | --------------------- | -- | -- | -- | - | -- | -- | -- | --- |
|  | 1.   | Fola Esch             | 59 | 26 | 18 | 5 | 3  | 67 | 23 | +44 |
|  | 2.   | F91 Dudelange         | 55 | 26 | 16 | 7 | 3  | 53 | 20 | +33 |
|  | 3.   | Jeunesse Esch         | 50 | 26 | 16 | 2 | 8  | 53 | 31 | +22 |
|  | 4.   | Differdange 03        | 47 | 26 | 14 | 5 | 7  | 54 | 34 | +20 |
|  | 5.   | R.M. Hamm Benfica     | 46 | 26 | 13 | 7 | 6  | 53 | 38 | +15 |
|  | 6.   | Grevenmacher          | 42 | 26 | 11 | 9 | 6  | 43 | 32 | +11 |
|  | 7.   | Jeunesse Canach       | 37 | 26 | 10 | 7 | 9  | 40 | 35 | +5  |
|  | 8.   | RU Luxembourg         | 33 | 26 | 9  | 6 | 11 | 43 | 44 | -1  |
|  | 9.   | Käerjeng 97           | 31 | 26 | 9  | 4 | 13 | 44 | 53 | -9  |
|  | 10.  | Wiltz 71              | 30 | 26 | 9  | 3 | 14 | 42 | 66 | -24 |
|  | 11.  | Etzella Ettelbruck    | 27 | 26 | 6  | 9 | 11 | 41 | 61 | -20 |
|  | 12.  | Progrès Niedercorn    | 25 | 26 | 7  | 4 | 15 | 29 | 45 | -16 |
|  | 13.  | Pétange               | 14 | 26 | 3  | 5 | 18 | 21 | 57 | -36 |
|  | 14.  | Union 05 Kayl-Tétange | 12 | 26 | 3  | 3 | 20 | 29 | 73 | -44 |

Legenda:
      Campione del Lussemburgo e ammessa alla UEFA Champions League 2013-2014.
      Ammessa alla UEFA Europa League 2013-2014.
 Ammessa ai play-off promozione/retrocessione.
      Retrocessa in Éirepromotioun 2013-2014.
Note:
Tre punti a vittoria, uno a pareggio, zero a sconfitta.

## Risultati
|                       | Dif  | Etz  | Dud  | Fol  | Gre  | JeC  | JeE  | Käe  | Pét  | PrN  | RFC  | RMH  | UKT  | Wil  |
| --------------------- | ---- | ---- | ---- | ---- | ---- | ---- | ---- | ---- | ---- | ---- | ---- | ---- | ---- | ---- |
| Differdange 03        | –––– | 3-1  | 2-2  | 0-0  | 3-0  | 1-1  | 5-0  | 2-1  | 2-3  | 2-2  | 2-2  | 6-1  | 6-1  | 4-1  |
| Etzella Ettelbruck    | 1-1  | –––– | 1-0  | 1-1  | 3-0  | 3-3  | 4-1  | 10-0 | 5-0  | 0-1  | 1-0  | 2-0  | 2-1  | 2-0  |
| F91 Dudelange         | 1-1  | 1-1  | –––– | 1-2  | 3-1  | 1-3  | 4-0  | 0-1  | 1-1  | 0-0  | 2-0  | 0-0  | 4-1  | 4-1  |
| Fola Esch             | 2-1  | 0-2  | 2-1  | –––– | 4-0  | 1-2  | 2-0  | 2-2  | 1-2  | 2-1  | 2-2  | 2-1  | 2-0  | 0-2  |
| Grevenmacher          | 0-2  | 1-9  | 1-3  | 0-6  | –––– | 1-6  | 0-2  | 0-1  | 0-2  | 2-2  | 1-2  | 1-0  | 1-2  | 0-3  |
| Jeunesse Canach       | 1-2  | 2-1  | 2-0  | 1-2  | 3-2  | –––– | 0-0  | 2-0  | 2-1  | 2-2  | 2-3  | 1-0  | 2-1  | 4-3  |
| Jeunesse Esch         | 1-1  | 0-0  | 2-3  | 2-1  | 3-0  | 3-0  | –––– | 3-2  | 0-0  | 3-2  | 3-0  | 2-1  | 1-0  | 1-2  |
| Käerjeng 97           | 0-0  | 0-0  | 2-1  | 0-2  | 3-0  | 3-0  | 0-2  | –––– | 0-1  | 1-1  | 2-0  | 0-0  | 0-3  | 2-0  |
| Pétange               | 1-0  | 1-2  | 0-1  | 0-1  | 5-2  | 1-1  | 0-0  | 1-2  | –––– | 1-2  | 0-2  | 4-2  | 1-0  | 2-0  |
| Progrès Niedercorn    | 1-0  | 2-0  | 2-2  | 1-1  | 3-3  | 1-3  | 1-2  | 0-0  | 3-3  | –––– | 3-0  | 3-1  | 1-3  | 3-3  |
| RFCU Luxembourg       | 1-2  | 1-4  | 2-0  | 1-3  | 3-1  | 2-4  | 2-3  | 0-4  | 2-0  | 4-0  | –––– | 9-1  | 8-2  | 1-0  |
| RM Hamm Benfica       | 0-7  | 0-6  | 1-1  | 0-5  | 3-2  | 1-5  | 2-0  | 3-0  | 2-1  | 0-3  | 1-3  | –––– | 3-3  | 4-1  |
| Union 05 Kayl-Tétange | 0-3  | 0-3  | 1-2  | 1-1  | 1-3  | 1-1  | 3-3  | 3-1  | 1-0  | 1-0  | 1-2  | 3-0  | –––– | 1-1  |
| Wiltz 71              | 2-6  | 1-3  | 0-3  | 3-3  | 5-0  | 1-3  | 0-0  | 1-2  | 1-1  | 2-0  | 3-2  | 1-0  | 2-0  | –––– |

## Spareggio promozione-retrocessione
La dodicesima classificata in Division Nationale, il Progrès Niedercorn, ha affrontato la terza classificata in Éirepromotioun, l'UNA Strassen, per un posto nella Division Nationale 2013-2014.
|                    | Risultati   |              | Luogo e data               |
| ------------------ | ----------- | ------------ | -------------------------- |
| Progrès Niedercorn | 1 - 0 (dts) | UNA Strassen | Bascharage, 30 maggio 2013 |
|                    |             |              |                            |

## Statistiche

### Classifica marcatori
| Gol |  |  | Giocatore         | Squadra            |
| --- |  |  | ----------------- | ------------------ |
| 21  |  |  | Edis Osmanović    | Wiltz 71           |
| 20  |  |  | Stefano Bensi     | Fola Esch          |
| 15  |  |  | David Turpel      | Etzella Ettelbruck |
| 14  |  |  | Sanel Ibrahimović | Jeunesse Esch      |
| 13  |  |  | François Augusto  | R.M. Hamm Benfica  |
| 13  |  |  | Omar Er Rafik     | Differdange 03     |
| 13  |  |  | Zarko Lukić       | RU Luxembourg      |